# Peter Yates
Peter Yates (* 24. Juli 1929 in Aldershot, Southamptonshire, England; † 9. Januar 2011 in London) war ein britischer Filmregisseur.

## Leben
Yates begann seine Karriere als Filmeditor und Regieassistent, nebenher arbeitete er als Regisseur am Theater. 1962 inszenierte er mit dem Musical Summer Holiday seinen ersten Spielfilm.
Nach kleinen Regiearbeiten in Großbritannien (u. a. für die Fernsehserie Simon Templar mit Roger Moore) siedelte Yates 1967 in die USA über. Dort hatte er seinen ersten großen Erfolg mit dem Action-Film Bullitt (mit Steve McQueen), der vor allem wegen seiner bis dahin einzigartigen Autojagden für Aufsehen sorgte. Yates drehte mit Stars wie Dustin Hoffman (John und Mary), Robert Mitchum (Die Freunde von Eddie Coyle), mit William Hurt und Sigourney Weaver in Der Augenzeuge, den komplexen Gerichtsthriller Suspect – Unter Verdacht mit Cher, Dennis Quaid und Liam Neeson sowie den Fantasyfilm Krull ebenfalls mit Liam Neeson. Die Dramen Vier irre Typen (Breaking Away, mit Dennis Quaid) und Ein ungleiches Paar (The Dresser, mit Albert Finney) bescherten ihm jeweils Oscar-Nominierungen in den Kategorien Bester Regisseur und Bester Film.

## Filmografie (Auswahl)
- 1961: Der römische Frühling der Mrs. Stone (The Roman Spring of Mrs. Stone) (als Regie-Assistent)
- 1962: Holiday für dich und mich (Summer Holiday)
- 1966: Danger Man – Das Syndikat der Grausamen (Koroshi; TV)
- 1967: Millionen-Raub (Robbery)
- 1968: Bullitt
- 1969: John und Mary (John and Mary)
- 1970: Das Wiegenlied der Verdammten (Murphy’s War)
- 1972: Vier schräge Vögel (The Hot Rock)
- 1973: Die Freunde von Eddie Coyle (The Friends of Eddie Coyle)
- 1974: Bei mir liegst du richtig (For Pete’s Sake)
- 1976: C.R.A.S.H. (Mothers, Jugs and Speed)
- 1977: Die Tiefe (The Deep)
- 1979: Vier irre Typen – Wir schaffen alle, uns schafft keiner (Breaking Away)
- 1981: Der Augenzeuge (Eyewitness)
- 1983: Ein ungleiches Paar (The Dresser)
- 1983: Krull
- 1985: Eleni
- 1987: Suspect – Unter Verdacht (Suspect)
- 1988: Das Haus in der Carroll Street (The House on Carroll Street)
- 1989: Von Bullen aufs Kreuz gelegt (An Innocent Man)
- 1992: Das Jahr des Kometen (Year of the Comet)
- 1994: Familienbande (Roommates)
- 1995: Das Land meiner Liebe / Stürmische Begegnungen (The Run of the Country)
- 1999: Untermieter aus dem Jenseits (Curtain Call)
- 2000: Don Quichotte (Don Quixote; TV)
- 2004: Ein anderer Frieden (A Separate Peace; TV)